# Christian Kleine

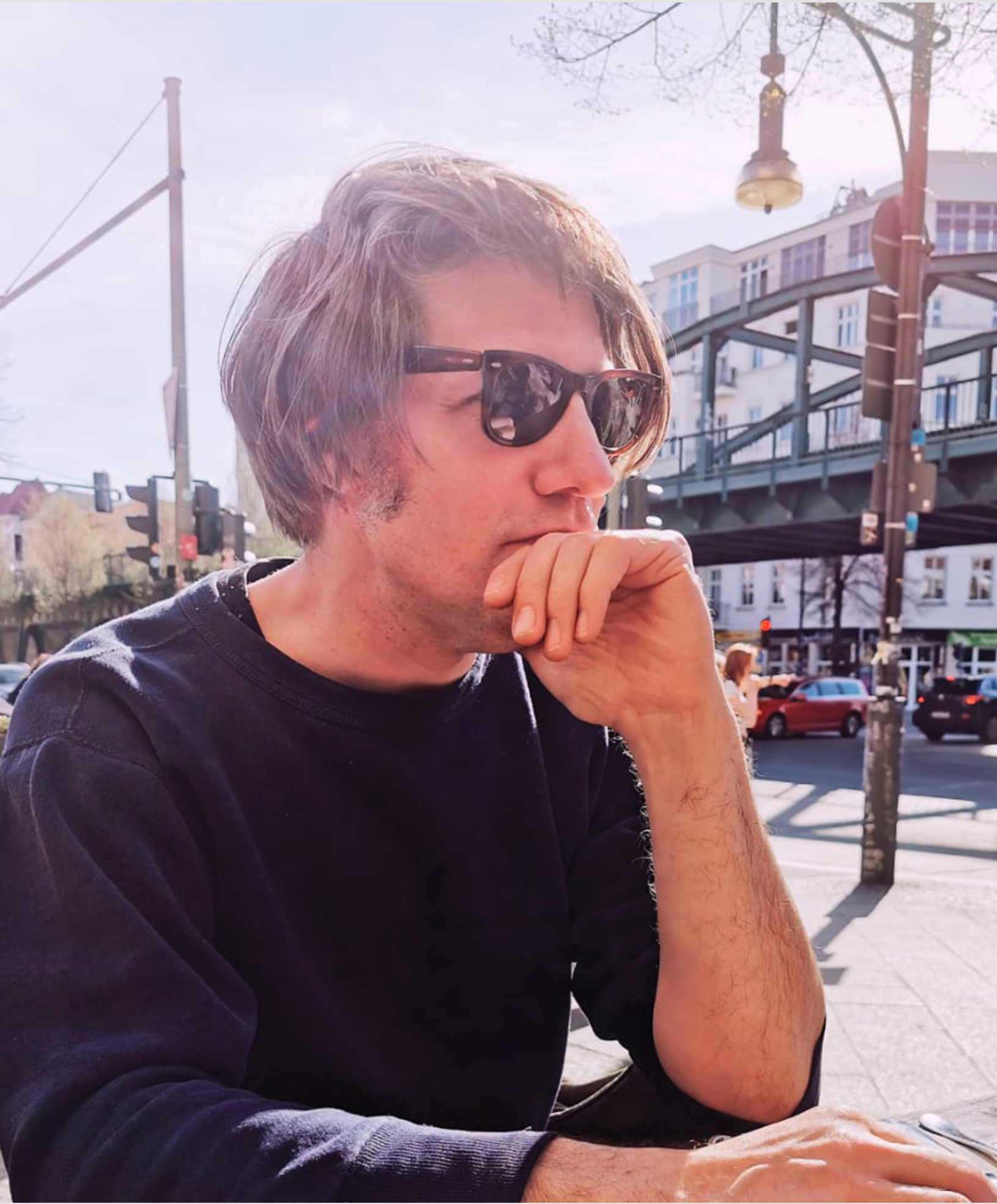
Christian Kleine (2022)

Christian Kleine (* 8. Dezember 1974 in Lindau) ist ein deutscher Electronica-Musiker, DJ und Sounddesigner.

## Leben
Kleine wuchs am Bodensee auf und begann mit 10 Jahren eine klassische Trompetenausbildung. Später erlernte er auch das Spielen der Bassgitarre sowie des Schlagzeugs. Zunächst stark von New Wave und Post-Punk beeinflusst, wandte er sich schnell der elektronischen Musik zu. Im Alter von 17 Jahren begann er als DJ aufzutreten und hatte bald ein regelmäßiges Engagement als Resident-DJ eines Clubs.
1995 zog Kleine nach Berlin, wo er zunächst als Solokünstler eigene Musik produzierte. Zwei Jahre später lernte er den Berliner Radio-DJ Thaddeus Herrmann kennen, mit dem er das Projekt Hermann & Kleine gründete. Beide nahmen zusammen zwei EPs und ein Album auf. Kleines Solo-Debütalbum Beyond Repair erschien 2001 auf Herrmanns Label City Centre Offices. Es folgte eine Zusammenarbeit mit dem Musiker Arovane, für dessen zweites Album Tides Kleine als Co-Produzent fungierte.
Seit dem Jahr 2001 ist Kleine für das Berliner Musiksoftware-Unternehmen Ableton tätig, wo er seit dem Jahr 2011 insbesondere die Entwicklung von Content für das Produkt Max for Live verantwortet.
Nach mehreren Jahren ohne Veröffentlichungen erschienen ab dem Jahr 2010 wieder Alben Kleines im digitalen Eigenvertrieb. 2018 veröffentlichte er auf dem US-Label A Strangely Isolated Place eine Werkschau früher Produktionen unter dem Titel Electronic Music From The Lost World: 1998–2001.

## Diskografie (Auswahl)

### Alben
- 2001: Christian Kleine – Beyond Repair (City Centre Offices)
- 2002: Herrmann & Kleine – Our Noise (Morr Music)
- 2004: Christian Kleine – Real Ghosts (City Centre Offices)
- 2010: Christian Kleine – Illusion (Christian Kleine Self-released)
- 2013: Christian Kleine – Shipbuilding  (Christian Kleine Self-released)
- 2016: Christian Kleine – Coreal  (Christian Kleine Self-released)
- 2017: Christian Kleine – Stokes  (Christian Kleine Self-released)
- 2018: Christian Kleine – Electronic Music From The Lost World: 1998–2001 (A Strangely Isolated Place)
- 2019: Christian Kleine – Strange Holiday Pt.1 (Self-released)
- 2019: Christian Kleine – Strange Holiday Pt.2 (Self-released)
- 2020: Christian Kleine – Touch & Fuse (A Strangely Isolated Place)
- 2023: Christian Kleine – Environmental Cure (Self-released)
- 2025: Christian Kleine – Electronic Music From The Lost World: 1998 - 2001 (Vol. 2) (A Strangely Isolated Place)

### Singles & EPs
- 1999: Herrmann & Kleine – Transalpin EP (City Centre Offices)
- 2000: Herrmann & Kleine – Kickboard Girl EP (Morr Music)
- 2000: Arovane & Christian Kleine – Yeer / Disper (Awkward Silence Recordings)
- 2000: Christian Kleine – Minus Time / Quadriga (City Centre Offices)
- 2002: Christian Kleine – Valis (Morr Music)
- 2002: Christian Kleine – Firn EP (City Centre Offices)
- 2022: Christian Kleine – Island EP1 (Christian Kleine Self-released)
- 2022: Christian Kleine – Island EP2 (Christian Kleine Self-released)
- 2025: Christian Kleine – Beyond Repair / Wonder Var (A Strangely Isolated Place)